# História de Chicago
A história de Chicago remonta aos nativos americanos potawatomis. Estes habitavam a região antes da chegada dos primeiros europeus. A presença destes nativos data desde 3000 a.C. Perto do final do século XVII, exploradores passaram pela região, onde nativos potawatomis viviam perto do atual Rio Chicago. O nome dado pelos nativos ao rio era Checagou, sendo que o nome da cidade tem sua origem nesta palavra nativa.
A fundação da cidade ocorre em 1833, perto de um varadouro entre os Grandes Lagos e a bacia do rio Mississipi. Sendo que na actualidade a cidade mantém o seu status como um importante pólo para a indústria das telecomunicações e infra-estrutura, com o Aeroporto Internacional O'Hare, sendo o segundo mais movimentado aeroporto, em termos de movimentos de tráfego, em todo o mundo.
Os primeiros  europeus a passarem pela região onde atualmente fica a cidade de Chicago são os franceses Louis Joillet, um explorador, e Lacques Piquette, um missionário. Ambos estavam a caminho de Quebec, em 1673. Desde então, até 1698, caçadores e missionários usaram frequentemente um porto instalado no Lago Huron. Em 1683, jesuítas franceses fundaram um assentamento na região, o Fort de Chicago.
Devido a conflitos entre os nativos Fox e os comerciantes franceses, os nativos bloquearam o acesso do forte ao porto da cidade, em 1698. O forte, então, foi abandonado, em 1705. Pouco se sabe sobre a história da região, desde então, e até 1779, quando um comerciante, Jean Baptiste Pointe du Sable, um colono haitiano, fundou o primeiro assentamento permanente, na foz do Rio Chicago.
No final do século XVIII, conflitos entre nativos e forças militares americanas ocorreu, em caráter geral, no norte dos Estados Unidos. Como parte do acordo de paz que terminou o conflito, a área onde Chicago atualmente localiza-se foi cedida pelos nativos ao governo dos Estados Unidos, no Tratado de Greenville.

## 1800-1850

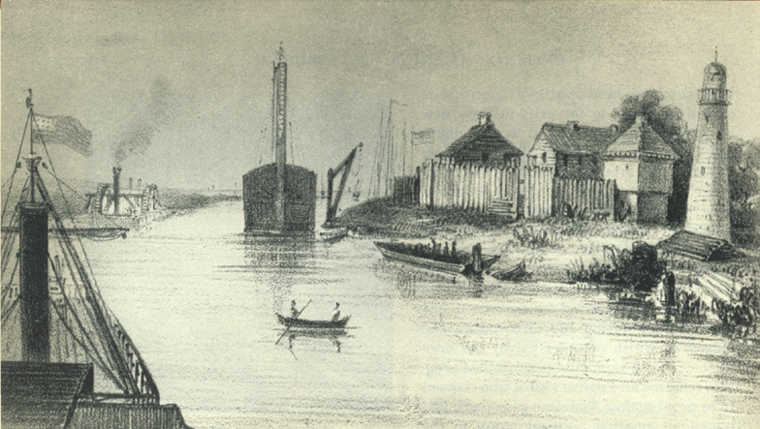
Chicago em 1838.

Em 1803, o governo construiu um posto militar ao sul da foz do Rio Chicago, nomeado Fort Dearborn. Por volta de 1812, um pequeno assentamento agropecuário e comercial havia desenvolvido-se perto do Forte Dearborn. Mas em 1812, com os Estados Unidos em guerra com o Reino Unido, o governo ordenou que toda a população do forte fosse evacuada. Em 15 de agosto de 1812, um contingente de 150 assentadores e soldados, em rumo sul ao Fort Wayne, estado de Indiana, foram atacados por cerca de 500 nativos. Cerca da metade do contingente foram assassinados pelos nativos, sendo o restante capturado.
O Fort Dearborn foi somente reconstruído em 1816, por soldados americanos, sendo que durante entre 1812 até então, a região de Chicago ficou mais uma vez inabitada. Neste ano, os sobreviventes do massacre foram liberados pelos nativos, muitos dos quais decidiram voltar para o forte. Outras pessoas também moveram-se para o assentamento, tendo uma nova comunidade crescido em torno do Fort Dearborn. Em 1833, já com uma população de aproximadamente 150 habitantes, o Fort Dearborn foi elevado a posto de vila, sendo o assentamento renomeado de Chicago.
Em 1834, o governo americano forçou os potawatomi, fox e outros nativos que viviam na região a venderem suas terras. Como pagamento, os nativos receberam uma pequena soma em dinheiro. Foram forçados também a moverem-se para reservas nativas, localizadas em Kansas. Um total de 3 mil nativos migraram forçadamente, e a pequena vila de Chicago então cresceu bastante. Apenas três anos após a saída dos nativos, a vila de Chicago tinha já aproximadamente 4 mil habitantes. Em 4 de março de 1837, Chicago foi elevada ao posto de cidade.
Por volta de 1848, um canal foi construído, conectando o Lago Michigan com o sistema hidroviário do Rio Mississippi-Missouri, e tornando a cidade de Chicago um centro primário nacional de transportes.

## 1850 -1900

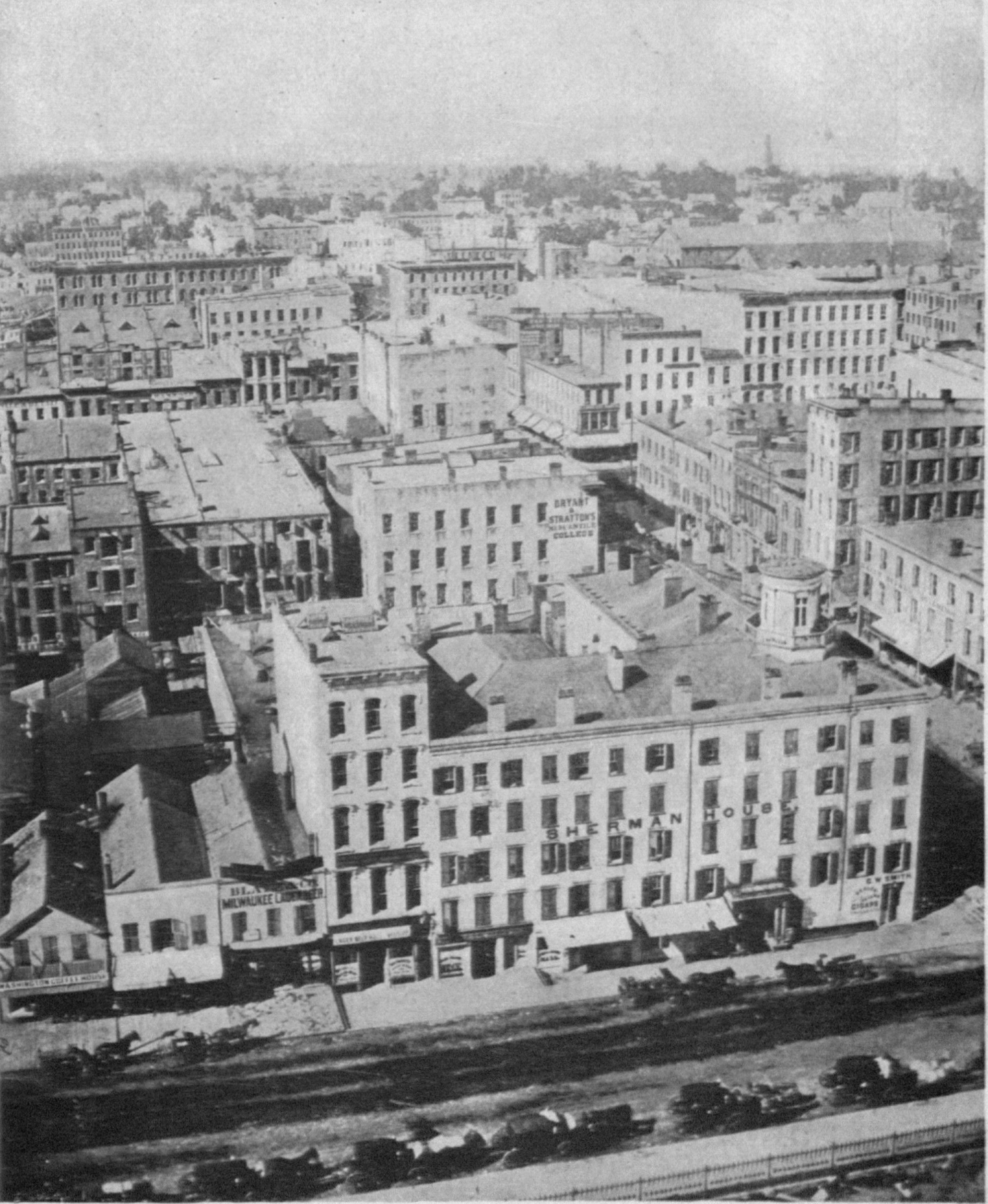
Chicago em 1858.

Por volta da década de 1850, grandes quantidades de ferrovias foram construídas, conectando a cidade com outras regiões do Estado. A primeira delas foi inaugurada em 1848. Por volta de 1856, a cidade de Chicago já era o centro primário de uma malha de 10 linhas ferroviárias, cuja extensão total era de 4800 km. A cidade tornou-se o centro ferroviário mais movimentado do mundo, e o mais importante do país. Dezenas de trens partiam e chegavam à estação central de Chicago. Então, Chicago já era a maior cidade do estado de Illinois, com uma população de mais de 100 mil habitantes.
Porém, o crescimento acelerado da cidade tinha seu lado negativo. A cidade possuía um péssimo sistema de saneamento básico, com esgoto infiltrando e contaminando o solo da cidade. Logo, Chicago adquiriu a reputação de ser a cidade mais suja dos Estados Unidos. Nisso, a municipalidade da cidade desenvolveu um massivo programa, cujo objetivo era a criação de uma grande e eficiente sistema de esgoto. Canos foram espalhados pela cidade, com a gravidade forçando os dejetos acima dentro dos canos. Em 1855, o terreno da cidade como um todo foi elevada de um a dois metros, para cobrir o recém-criado e definitivo sistema de esgoto da cidade.
Chicago cresceu enormemente durante a Guerra Civil Americana (1861 - 1865). O sistema ferroviário foi modernizado e expandido, bem como depósitos de carga, de modo a acomodar com mais facilidade carga procedente de várias partes do país, e remetidas às frentes de batalha. O comércio de trigo e a indústria da cidade também cresceram bastante, por causa da guerra.
Após a guerra, imigrantes europeus instalaram-se em grandes números em Chicago. Apartamentos pequenos, lotados, em bairros pobres, localizados perto de fábricas e comerciais, tornaram-se uma cena comum na cidade. Em 1870, Chicago era o principal fornecedor de cereais, gado e madeira, e possuí a uma população de cerca de 300 mil habitantes.

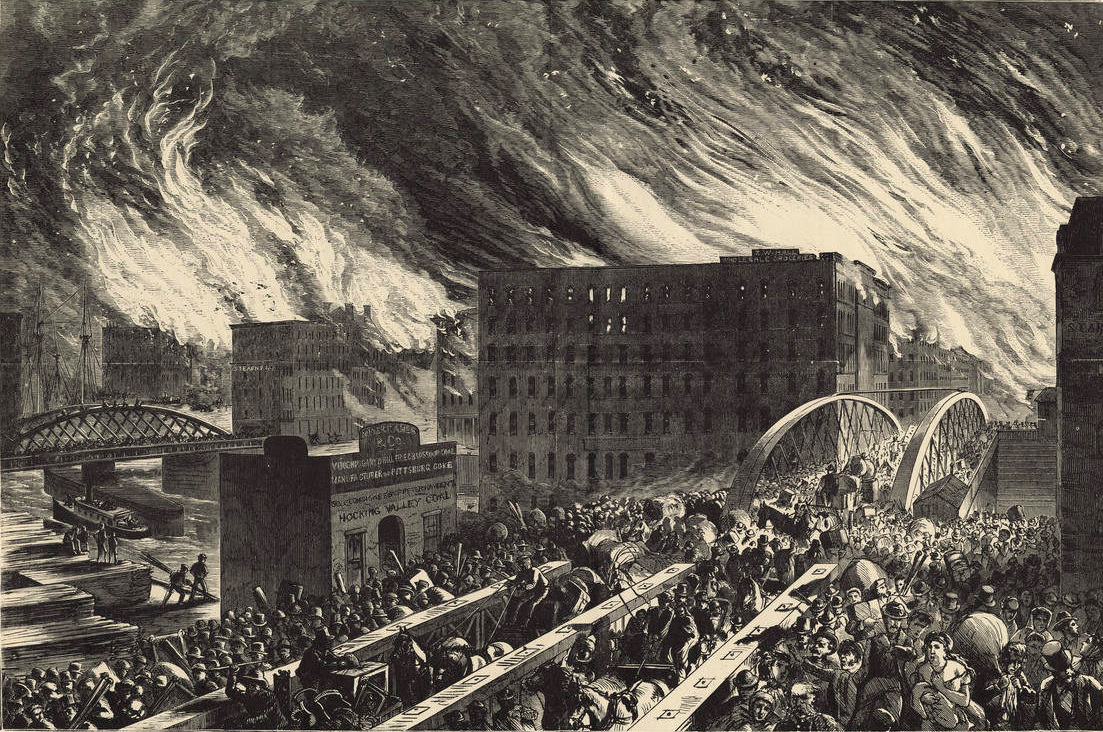
Representação artística do Grande incêndio de Chicago, em 1871.

Prédios, casas e até mesmo ruas, em Chicago, eram quase todas construídas de madeira - fato natural ao maior fornecedor mundial dessa matéria prima. No verão de 1871, uma temporada anormalmente e extremamente seca, com apenas um quarto da precipitação normal, criou o cenário propício para um grande incêndio, que iniciou-se na zona sul e, rapidamente, engolfou toda a cidade. O Grande incêndio de Chicago, que iniciou-se num estábulo, logo espalhou-se devido a ventos secos e fortes. O incêndio causou a morte 300 pessoas, além de tornar 90 mil desabrigadas, e causar mais de 200 milhões de dólares em danos.
A cidade foi rapidamente reconstruída, porém. Chicago atraiu muitos arquitetos de renome, que queriam participar ativamente do processo de reconstrução. Um detalhado plano de planejamento urbano foi criado e desenvolvido. A engenharia e a arquitetura da cidade tornaram-se conhecidas mundialmente. Em 1885, o primeiro arranha-céu de metal foi construído no centro da Chicago. Cada vez mais indústrias e firmas instalavam-se na cidade, e mais migrantes de outras partes do país e do mundo se dirigiam para Chicago. Por volta de 1890, Chicago já era a segunda maior cidade dos Estados Unidos da América, superada apenas por Nova Iorque. Mais de um milhão de pessoas então habitavam Chicago e arredores.

## 1900 -1950

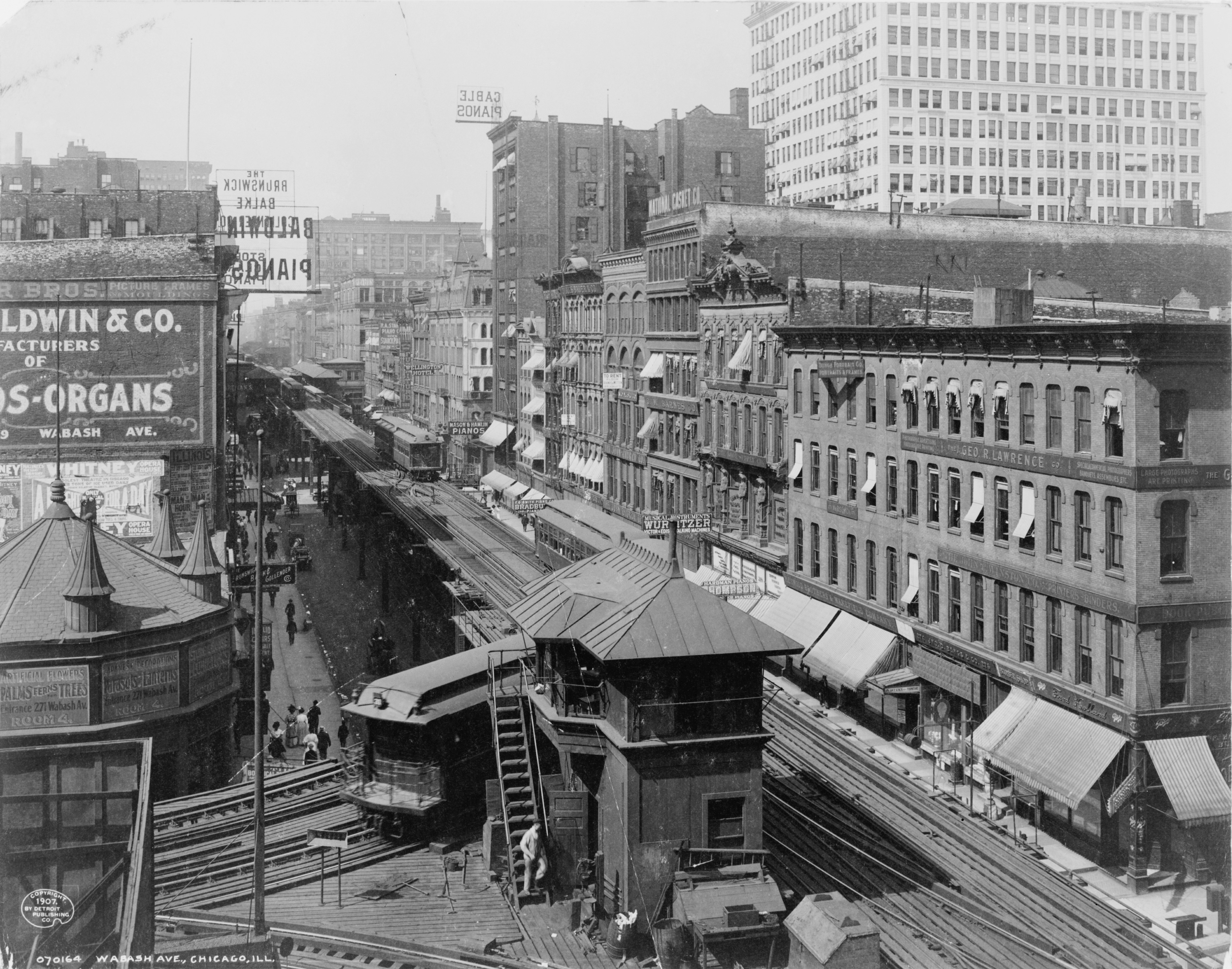
A Avenida Wabash na década de 1900.

Na Primeira Guerra Mundial, a capacidade industrial de Chicago foi expandida de modo a atender às necessidades de guerra, enquanto milhares de afro-americanos, vindos do sul do país, instalaram-se na cidade para trabalhar nas indústrias, e em busca de uma vida melhor. Porém, os afro-americanos eram segregados do restante da população, sendo que a massiva maioria habitavam um bairro pobre na região sul da cidade.
Em 27 de julho de 1919, um jovem afro-americano que estava nadando em uma praia de um bairro afro-americano nadou, por engano, rumo ao sul, desembarcando em outra praia, localizada em um "bairro branco" da cidade. Pessoas brancas lançaram pedras em direção ao garoto, que foi forçado a recuar, e voltar para seu bairro a nado, tendo afogado-se no caminho. Isto gerou um enorme conflito racial que causou a morte de 23 afro-americanos, 15 brancos, além da destruição de aproximadamente mil casas.
A década de 1920 foi um tempo de prosperidade, na cidade, bem como nos Estados Unidos em geral. A indústria ainda prosperava, os habitantes da cidade gastavam seu dinheiro sem pensar. Bons tempos criados pela primeira guerra mundial que pareciam que iriam durar para sempre. A década de 1920 também foi marcada por altas taxas de criminalidade, com diversas gangues lutando entre si, pelo controle regional de drogas e álcool (então proibido no país).
A Grande Depressão, que durou de 1929 a 1939, foi um duro golpe para a economia da cidade. Indústrias, lojas e firmas iam à falência diariamente. A taxa de desemprego era de 40%. Mesmo assim, uma grande Feira Mundial foi organizada em 1933, no centenário da cidade. Crescimento econômico voltou a ocorrer com a Segunda Guerra Mundial. Em 1942, a cidade foi palco da primeira fissão nuclear controlada, no que ajudou no desenvolvimento da bomba atômica.

## 1950 - Atualidade

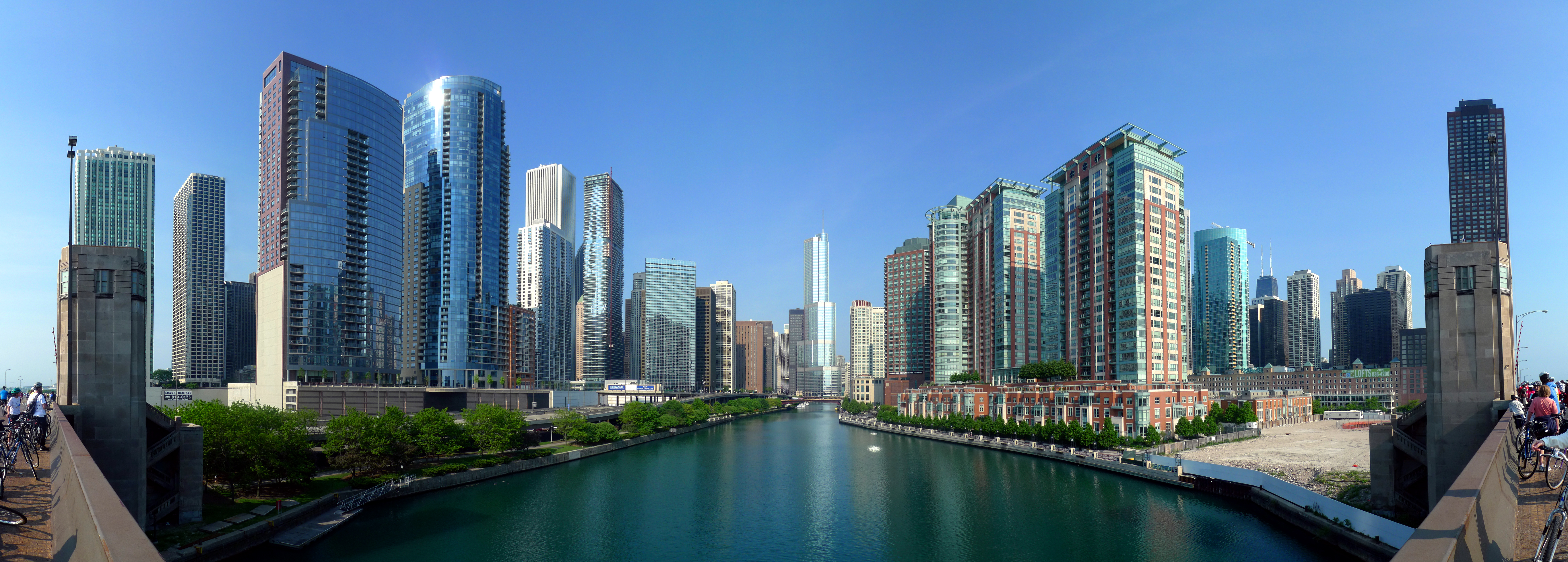
O rio Chicago com o Trump International Hotel and Tower ao fundo.

A cidade continuou um período de desenvolvimento moderado, porém, contínuo, desde o final da Segunda Guerra Mundial até os tempos atuais. Com a eleição do prefeito Richard J. Daley, em 1955, que governou a cidade até sua morte, em 1976, Chicago teve quatro grandes vias expressas, e o Aeroporto Internacional O'Hare construídos, além da inauguração da Torre Sears, que seria o arranha-céu mais alto do mundo até 1998, quando foi superada pela Petronas Towers.
Desde a década de 1950, muitos cidadãos de classe média e alta deixaram Chicago, movendo-se em direção aos subúrbios, deixando atrás muitos bairros empobrecidos. Porém, desde o início da década de 1990, a cidade tem-se recuperado do declínio que afetara muito das cidades centrais dos Estados Unidos desde o final da Segunda Guerra Mundial. Muitos bairros anteriormente abandonados passaram a mostrar sinais de revitalização, e a diversidade cultural da cidade tem crescido, graças ao aumento das percentagens de grupos étnico-raciais tais como os asiáticos e os hispânicos na cidade.
Em abril de 1968, uma grande manifestação popular ocorreu na cidade, em prol do assassinato do ativista social Martin Luther King Jr.. Onze pessoas morreram, bem como danos de dez milhões de dólares foram causados. Medidas foram implementadas para melhorar serviços sociais, como educação, saúde e abrigo aos necessitados, mas até hoje, grandes diferenças sociais e econômicas existem entre a população branca e afro-americana da cidade. Em 1983, Harold Washington tornou-se o primeiro prefeito afro-americano da cidade, e em 1989, Richard M. Daley, filho de Richard J. Daley, foi eleito prefeito, e exerceu o cargo até 2011.
Actualmente a cidade é um centro de negócios e finanças e é listada como um dos dez melhores do mundo pela Índice de Centros Financeiros Globais. O Grupo de Estudos de Cidades Globais da da Universidade de Loughborough avaliou Chicago como uma "cidade global alfa". Em uma pesquisa de 2010 feita pela Foreign Policy e a A.T. Kearney, Chicago foi classificada na sexta posição, logo depois de Paris e Hong Kong. A classificação avalia cinco dimensões: valor de mercado de capitais, a diversidade do capital humano, recursos de informação internacionais, recursos internacionais culturais e influência política. Chicago foi classificado pela revista Forbes como a quinta cidade mais economicamente poderosa do mundo. Chicago é um reduto do Partido Democrata e foi o lar de muitos políticos influentes, incluindo o atual presidente dos Estados Unidos, Barack Obama.
Em 2008, a cidade recebeu 45.600 mil visitantes nacionais e estrangeiros. Em 2010, a área metropolitana de Chicago tinha o 4º maior Produto Interno Bruto (PIB) entre as áreas metropolitanas do mundo.